# Royal Canadian Naval Air Service
Il Royal Canadian Naval Air Service (RCNAS) era un servizio aereo militare istituito in Canada negli anni dieci del XX secolo e rimasto operativo fino alla fine della  prima guerra mondiale.

## Storia
Il servizio venne istituito nel 1918, durante la prima guerra mondiale, in risposta alla richiesta da parte della Royal Canadian Navy di effettuare un servizio di pattugliamento marittimo della costa atlantica per proteggere i trasporti navali dagli attacchi degli U-Boot tedeschi della Kaiserliche Marine.
Il governo britannico informò il Canada della possibilità di attacco da parte di una nuova classe di U-Boot sulle rotte commerciali che attraversavano l'oceano Atlantico.
Sebbene i sommergibili tedeschi fossero poco numerosi e non ancora in grado di costituire un grave pericolo in mare aperto, in cui le navi risultavano difficili da localizzare, essi potevano diventare una seria minaccia in prossimità dei porti, delle baie o dei canali dove le unità si raggruppavano.
Gli aerei si erano dimostrati efficaci in situazioni simili nella scorta ai convogli, costringendo i sommergibili a rimanere immersi; tale efficacia era determinata prevalentemente dal fatto che i mezzi subacquei dell'epoca portavano i loro attacchi prevalentemente in superficie, dove potevano contare su una velocità maggiore.
Il vantaggio tattico offerto dalla scorta aerea ai convogli aveva dimostrato la propria efficacia in simili situazioni in quanto i sommergibili erano costretti a rimanere in immersione per non farsi individuare. Gli Stati Uniti d'America disponevano già di aerei e basi per difendere le proprie coste, ma venne ritenuta necessaria la realizzazione di altre stazioni in territorio canadese.
Gli Stati Uniti fornirono i velivoli ed il personale mentre il Canada reclutava ed addestrava i propri equipaggi e personale di supporto destinati a sostituire progressivamente quelli statunitensi. L'addestramento degli equipaggi dello RCNAS si svolse negli Stati Uniti e nel Regno Unito.
Lo United States Naval Flying Corps svolse missioni di scorta e pattugliamento marittimo partendo da due basi che furono stabilite in Nuova Scozia vicino ai porti dove si riunivano le unità navali:
- Dartmouth, Nuova Scozia (Naval Air Station Halifax)
- North Sydney, Nuova Scozia (Naval Air Station Sydney)

Le missioni prevedevano la scorta delle navi in entrata ed in uscita dai porti.
Non sempre gli U-Boot vennero localizzati, tuttavia, nel tratto di mare nordamericano, negli ultimi due mesi di guerra vennero affondate unità per un totale di 110 000 ton.
Il conflitto si concluse prima che il primo equipaggio dello RCNAS avesse completato la formazione; successivamente la RCNAS  venne sciolta, e la Canadian Air Force, divenuta Royal Canadian Air Force, impiegò per le proprie missioni le basi dell'U.S. Navy presenti in Nuova Scozia.